# アグスティン・オリベロス
アグスティン・オリベロス・カノ（Agustín Oliveros Cano, 1998年8月17日 - ）は、ウルグアイ・モンテビデオ県モンテビデオ出身のサッカー選手。リーガMX・クルブ・ネカクサ所属。ポジションはMF。

## クラブ経歴
2018年にラシン・クラブ・デ・モンテビデオのトップチームに昇格。同年シーズンの7月21日のCAペニャロール戦でプロデビュー。2019年12月5日のクラブ・プラサ・デ・デポルテス・コロニア戦でプロ初ゴールを記録。2020年2月にナシオナルに移籍。同年8月20日のモンテビデオ・シティ・トルケ戦で、移籍後初ゴールを決めた。

## 代表歴
2020年にコロンビアで開催されたCONMEBOLプレオリンピック大会に、U-23のウルグアイ代表で出場。同年10月には2022 FIFAワールドカップ・南米予選に向けたフル代表に初招集された。